# هيما إسماعيل
هيما إسماعيل  ممثلة ومخرجة سورية، تخرّجت من الأكاديمية السورية للتمثيل في عام 2001، وعملت في الدراما التليفزيونية من خلال مسلسلات عديدة. انتقلت للكويت بعد زواجها وبدأت العمل الفني هناك.

## الأعمال

### المسلسلات
- الزير سالم، في دور اليمامة بنت كليب
- صلاح الدين الأيوبي، في دور الأميرة سبيلا.
- الفصول الأربعة، (الجزء الثاني) - في دور: لينا.
- صقر قريش، في دور عائشة زوجة شقنا.
- بقعة ضوء، الجزء الثاني بشخصيات متعددة.
- ثريا، في دور شادية.
- بين قلبين.
- مسلسل مسافة أمان في دور ندى.
- مسلسل ورود ملونة
- مسلسل ما بين حب و حب
- مسلسل ضيوف على الحب في دور المحامية ميرڤت
- مسلسل سوق الحرير بدور زوجة الغريب
- مسلسل كريستال بدور بيان
- مسلسل العرافة بدور العرافة
- مسلسل رماد الورد

### سينما
- 2003 - زائرة المساء (فيلم سوري قصير من إخراج غسّان عبد الله)